# Colotis dissociatus
Colotis dissociatus är en fjärilsart som först beskrevs av Butler 1897.  Colotis dissociatus ingår i släktet Colotis och familjen vitfjärilar.
Artens utbredningsområde är Tanzania. Inga underarter finns listade i Catalogue of Life.

## Bildgalleri

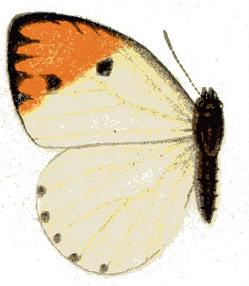
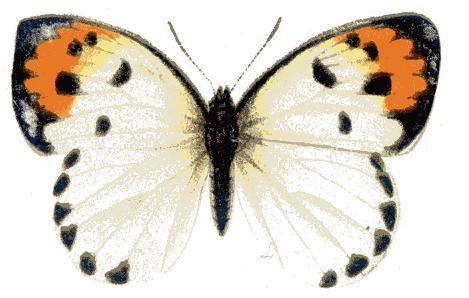
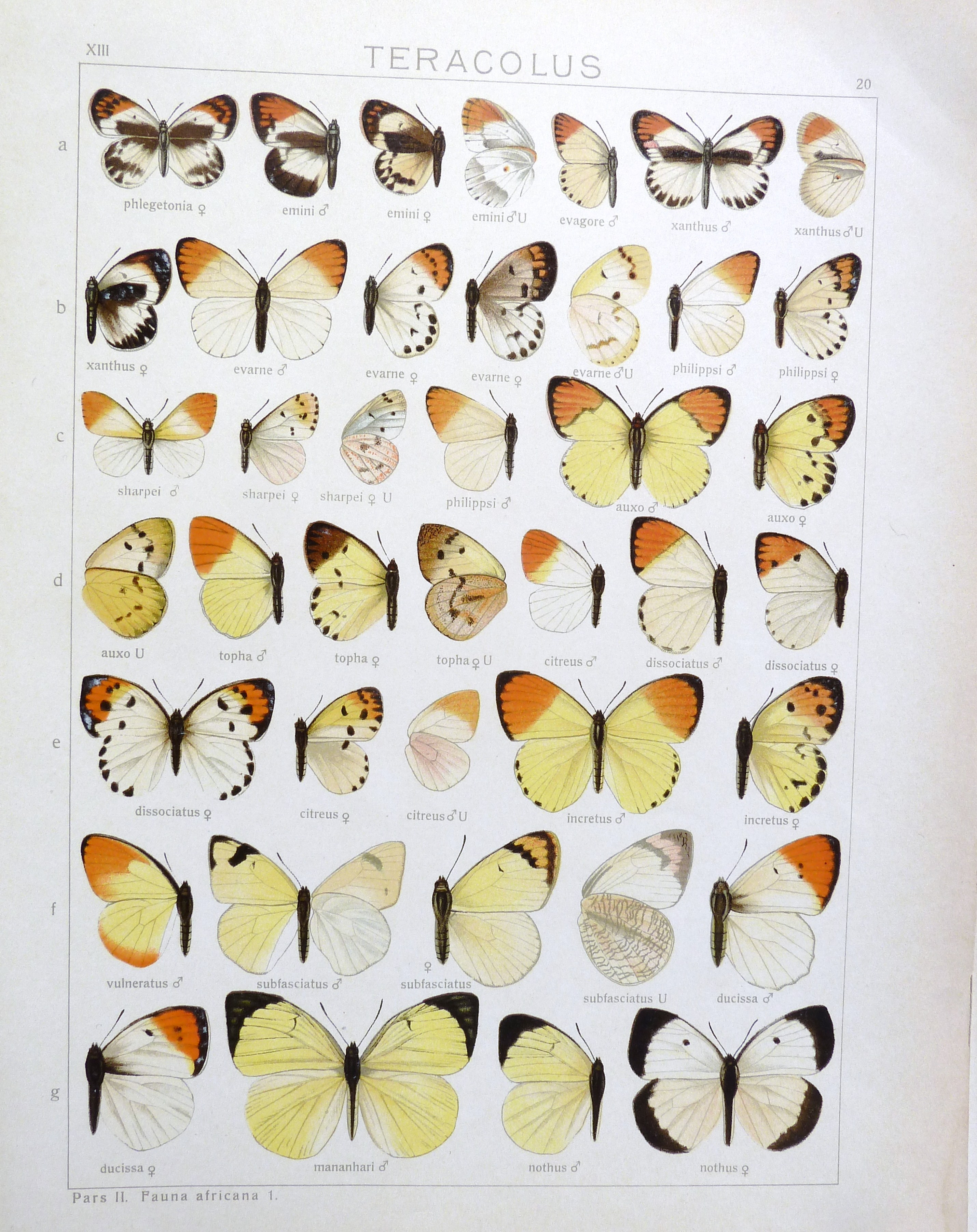